# Nada Malanima
Nada, nom d'artiste de Nada Malanima (née le 17 novembre 1953 dans la frazione Gabbro de Rosignano Marittimo, localité de la province de Livourne en Toscane) est une chanteuse, actrice et écrivaine italienne, active depuis 1969.

## Biographie

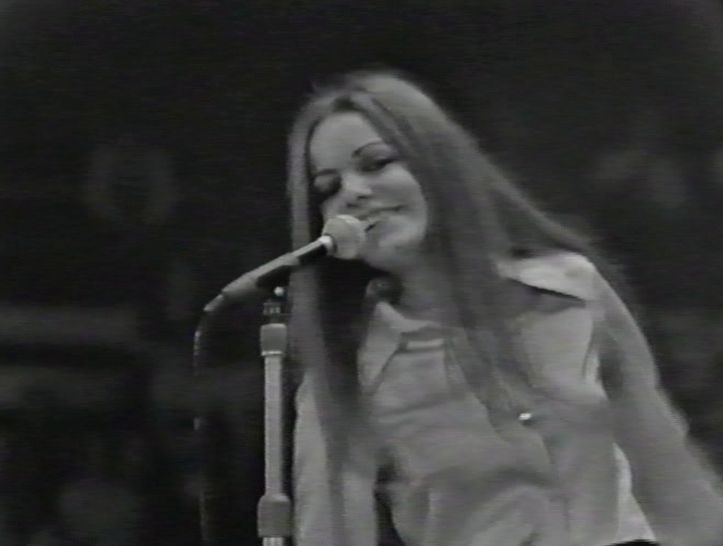
Nada à Turin en 1970

Nada Malanima est née à Gabbro, une « frazione » de Rosignano Marittimo, située sur les collines de Livourne.
Elle est remarquée par le producteur, parolier et acteur Franco Migliacci.
Elle commence sa carrière à quinze ans. Après un 45 tours avec une reprise en italien des bicyclettes de Belsize, elle participe au Festival de Sanremo en 1969 avec Ma che freddo fa (morceau interprété aussi par les Rokes) qui fait sa notoriété.
La chanteuse participe ensuite à Un disco per l'estate 1969 (it) avec la chanson Biancaneve, mais c'est la face B du disque, Cuore stanco, qui est plus plébiscité.
En 1970, avec le morceau Pa', diglielo a ma' (interprété aussi par Ron), elle participe au Festival de Sanremo qu'elle remporte en 1971 avec Il cuore è uno zingaro (interprété aussi par Nicola Di Bari) et se classe troisième en 1972 avec Il re di denari.
Elle retourne à Sanremo en 1987 (Bolero), en 1999 (Guardami negli occhi) et en 2007 (Luna piena).
En 1983, elle a est élue « chanteuse de l'année » avec Amore disperato.
En 2004, l'album Tutto l'amore che mi manca (produit par John Parish, ancien producteur de PJ Harvey) est élu le meilleur album de l'année en Italie. L'album contient un duo avec Howe Gelb.
L'album suivant Luna piena emporte le prix du meilleur album en 2007.
Le 21 juin 2009, à San Siro à Milan, Nada participe avec d'autre célébrités italiennes au concert Amiche per l'Abruzzo, organisé par Laura Pausini afin de recueillir des fonds pour aider la ville de L'Aquila, ravagée par le tremblement de terre de 2008.
2011 voit la sortie de son nouvel album Vamp, puis Occupo poco spazio en 2014.

## Discographie

### Albums en studio
- 1969 - Nada
- 1970 - Io l'ho fatto per amore
- 1973 - Ho scoperto che esisto anch'io
- 1974 - 1930: Il domatore delle scimmie
- 1976 - Nada
- 1983 - Smalto
- 1984 - Noi non cresceremo mai
- 1986 - Baci Rossi
- 1992 - L'anime nere
- 1999 - Dove sei sei
- 2001 - L'amore è fortissimo e il corpo no
- 2004 - Tutto l'amore che mi manca
- 2007 - Luna In Piena
- 2011 - Vamp
- 2014 - Occupo poco spazio
- 2016 - L'amore devi seguirlo
- 2019 - È un momento difficile, tesoro
- 2022 - La paura va via da sé se i pensieri brillano

### Albums live
- 1998 - Nada Trio
- 2005 - L'Apertura (Nada & Massimo Zamboni)
- 2005 - CD Live Brescia (Mucchio Selvaggio Extra supplément)
- 2008 - Live Stazione Birra

### Compilations
- 1994 - Malanima: Successi e Inediti 1969-1994
- 2006 - Le Mie Canzoncine 1999-2006

### Singles
- 1969 - Les bicyclettes de Belsize
- 1969 - Ma che freddo fa
- 1969 - Biancaneve
- 1969 - Che male fa la gelosia
- 1969 - L'anello
- 1970 - Pà diglielo a mà
- 1970 - Bugia
- 1970 - Io l'ho fatto per amore
- 1971 - Il cuore è uno zingaro
- 1972 - Re di denari
- 1972 - Una chitarra e un'armonica
- 1973 - Brividi d'amore
- 1978 - Pasticcio universale
- 1981 - Dimmi che mi ami che mi ami che tu ami che tu ami solo me
- 1982 - Ti stringerò
- 1983 - Amore disperato
- 1984 - Balliamo ancora un po
- 1987 - Bolero
- 1992 - Guarda quante stelle
- 1999 - Guardami negli occhi
- 1999 - Inganno
- 2004 - Senza un perchè
- 2004 - Piangere o no
- 2006 - Scalza
- 2007 - Luna in piena
- 2007 - Pioggia d'estate
- 2008 - Stretta
- 2008 - Novembre
- 2011 - Il comandante perfetto
- 2011 - La canzone per dormire
- 2011 - Stagioni

### Nada actrice
- 1973 : Puccini série TV de la RAI , réalisation de Sandro Bolchi, dans le rôle de Dora Manfredi.
- 1974 : L'acqua cheta de Augusto Novelli, réalisation de Vito Molinari.
- 1977 : Il diario di Anna Frank, réalisation de Giulio Bosetti
- 1977 : My Fair Lady (Pigmalione).
- 1994 : Les Yeux fermés (Con gli occhi chiusi), réalisation de Francesca Archibugi. Elle chante aussi la bande son Nati alberi composée par Ennio Morricone.
- 2013 : Elle apparaît dans le 19e épisode de la « web serie » Una mamma imperfetta, publié sur le site corriere.it et diffusé sur Rai 2 le 3 octobre.
- Au théâtre avec Dario Fo dans L'opera dello Sghignazzo et avec Marco Messeri dans Amore e Vapore.

### Publications
- Le mie madri, Fazi editore, 2003, prix Alghero Donna, section poésie, 2004.
- Il mio cuore umano, Fazi editore, 2008  (ISBN 978-88-8112-964-5) (roman autobiographique).
- La grande casa, Bompiani, 2012  (ISBN 978-88-452-7035-2) (roman).
- Leonida. Atlantide, Rome, 2016  (ISBN 978-88-99591-05-2).